# Demi-groupe de Munn
En mathématiques, et notamment en algèbre, le demi-groupe de Munn est le demi-groupe inversif des isomorphismes entre les  idéaux principaux  d'un demi-treillis. Ce demi-groupe est nommé d'après l'algébriste britannique Walter D. Munn.

## Construction
Soit {\displaystyle E} un demi-treillis. Pour {\displaystyle e\in E}, on note
{\displaystyle Ee=\{i\in E\mid i\leq e\}}.
C'est un idéal principal de {\displaystyle E}. Pour {\displaystyle e,f\in E}, on note {\displaystyle T_{e,f}} l'ensemble des isomorphismes de {\displaystyle Ee} sur {\displaystyle Ef}.
Le demi-groupe de Munn du demi-treillis E est par définition l'ensemble {\displaystyle T_{E}=\{T_{e,f}:(e,f)|inE\}}, muni de l'opération de composition des applications. 
On observe que {\displaystyle T_{E}} est un sous-demi-groupe du demi-groupe inversif symétrique {\displaystyle I_{E}} de toutes les bijections partielles de {\displaystyle E}. Les idempotents du demi-groupe de Munn sont les applications identités partielles à domaine {\displaystyle Ee}.

## Théorème
Pour tout demi-treillis {\displaystyle E}, le demi-treillis des idempotents du demi-groupe de Munn {\displaystyle T_{E}} est isomorphe à {\displaystyle E}.

## Exemple
Soit {\displaystyle E=\{0,1,2,...\}} l'ensemble des entiers naturel. Alors {\displaystyle E} est un demi-treillis pour l'ordre usuel ({\displaystyle 0<1<2<\cdots }).
Les idéaux principaux de  {\displaystyle E} sont les parties finies {\displaystyle En=\{0,1,2,\dots ,n\}} pour tout {\displaystyle n}. Par conséquent, deux idéaux principaux  {\displaystyle Em} et {\displaystyle En} sont isomorphes si et seulement si  {\displaystyle m=n}. L'ensemble {\displaystyle T_{n,n}} des isomorphismes est réduit à l'application identité {\displaystyle 1_{En}} de En sur lui-même, et {\displaystyle T_{m,n}=\emptyset } si {\displaystyle m\neq n}. On a donc {\displaystyle T_{E}=\{1_{E0},1_{E1},1_{E2},\ldots \}} et comme tous ces éléments sont idempotents, {\displaystyle T_{E}} est isomorphe à {\displaystyle E}.